# Mirosław Krajewski (1917–1945)

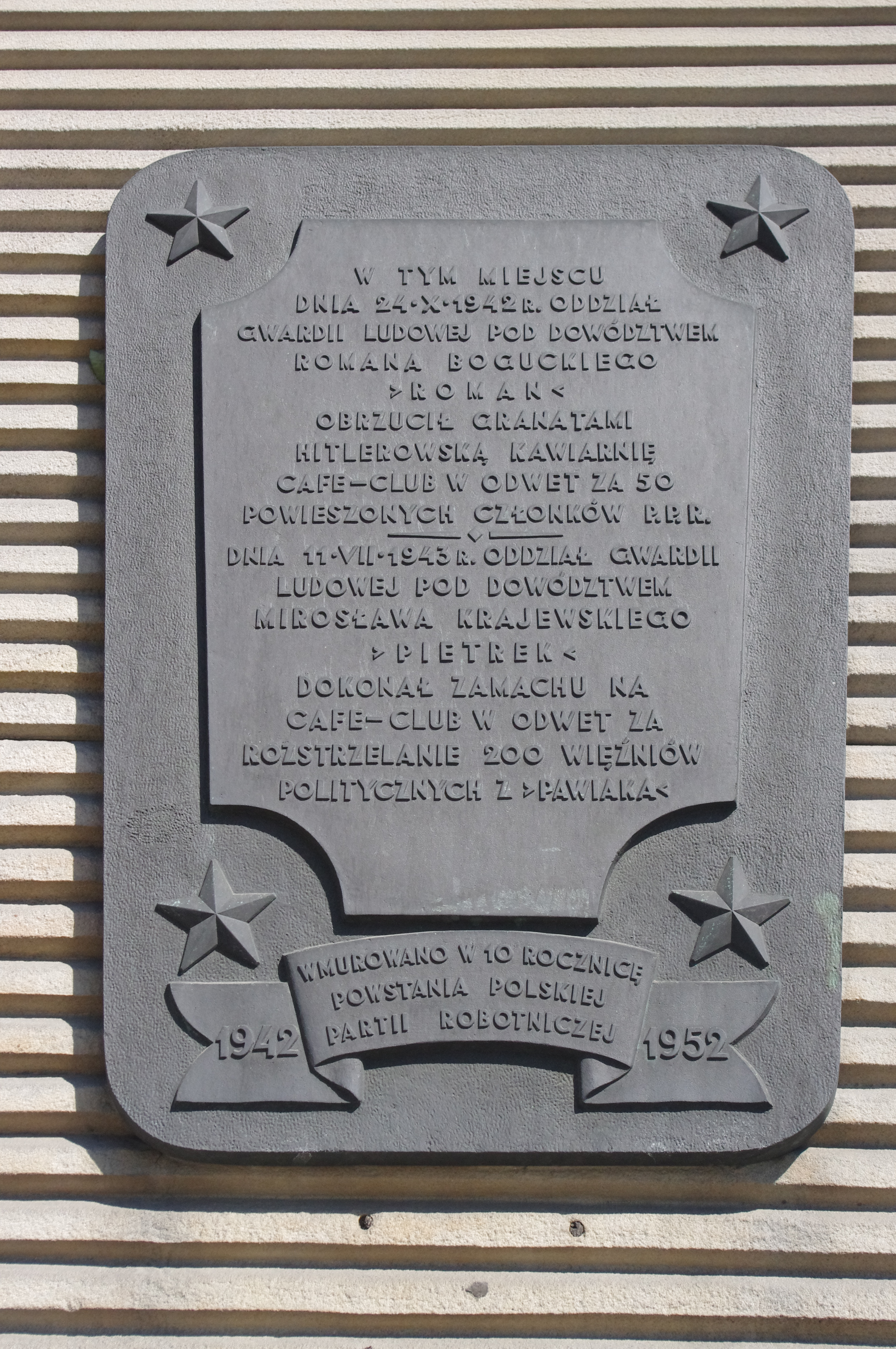
Tablica upamiętniająca zamachy na Cafe Club dokonane przez Romana Boguckiego i Mirosława Krajewskiego na budynku przy ul. Nowy Świat 15 w Warszawie

Mirosław Krajewski ps. „Pietrek”, „Piotr” (ur. 25 lutego 1917 w Płocku, zm. 1 stycznia 1945 w Strumianach) – polski działacz robotniczy, członek komunistycznego podziemia antyniemieckiego w czasie II wojny światowej.

## Życiorys
Urodzony w rodzinie rzemieślniczej, syn Czesława i Stanisławy z d. Pieścik, dzieciństwo spędził w Warszawie, wychowywany przez matkę. W 1937 ukończył Gimnazjum im. ks. J. Poniatowskiego na Żoliborzu, a 1937–1939 studiował medycynę na Uniwersytecie Warszawskim. Od 1935 działacz Komunistycznego Związku Młodzieży Polskiej. W latach 1937–1938 należał do komunistycznej, akademickiej organizacji młodzieżowej OMS „Życie”. Za działalność komunistyczną kilkakrotnie groziło mu usunięcie z gimnazjum i z uczelni.
Na początku 1941 rozpoczął działalność konspiracyjną w grupie „Biuletynowców”, a następnie w ZWW. W styczniu 1942 wstąpił do PPR (1942). Od 1943 pełnił funkcję komendanta oddziałów bojowych Związku Walki Młodych dowodząc, między innymi, akcją na Café Club w lipcu 1943. Pod koniec 1943 został szefem sztabu 3 Okręgu GL Warszawa-Prawa Podmiejska. Był m.in. jednym z organizatorów oddziału GL im. Bartosza Głowackiego. W lipcu przedostał się na Lubelszczyznę, a następnie działał w jednostkach wywiadowczych Ludowego Wojska Polskiego, otrzymując stopień majora. Został dowódcą grupy desantowej, która przerzucona w październiku na tyły niemieckie prowadziła działalność bojową w rejonie Skierniewic, Sochaczewa i Żyrardowa. Zginął 1 stycznia 1945 w walce z Niemcami. Pośmiertnie awansowany na pułkownika i odznaczony Krzyżem Grunwaldu II klasy. Został pochowany na Cmentarzu Komunalnym na Powązkach (kwatera C6 ZWM-1-3).
W okresie Polskiej Rzeczypospolitej Ludowej Mirosław Krajewski patronował wielu instytucjom, a jego imieniem nazwano także wiele ulic w całym kraju, np.:
- w Poznaniu, obecnie ul. Mariana Rejewskiego (do 2002)[3]
- w Opolu, obecnie ul. Jana Bytnara „Rudego”
- w Częstochowie, obecnie ul. Augusta Fieldorfa „Nila”

Przez krótki czas jego imię nosiło także schronisko „Andrzejówka” w Górach Suchych.
W Ursusie Szkoła Podstawowa nr 6 na ul. Drzymały.